# Erminio Confortola
Erminio Confortola, född 8 maj 1901 i Valfurva i Lombardiet, död där 18 juli 1934, var en italiensk längdskidåkare. Han medverkade vid olympiska vinterspelen 1928 i Sankt Moritz, där han deltog i laget som kom fyra i militärpatrull.